# 信茂城际列车
信茂城际列车，是广东省茂名市內連接信宜站、高州站、茂名站的小编组、大密度、公交化、零换乘的快速旅客列车，由国铁广州局集团负责运营，自2018年8月10日开行。列车每天开行5对，运行里程97公里，全程最快运营时间为60分钟。
作為粵西地區首條城際鐵路路線，这趟列车的开行主要是为了方便至今未通高鐵的信宜、高州兩地旅客到达茂名站换乘高速和普速列车。
由于客流惨淡，信茂城际列车在2021年10月11日起生效的国铁第四季度铁路运行图调整中正式停运。

## 编组
列车编组为1D5T，共6节。其采用首尾机车编组，首尾各有一节机车，方便到达信宜站后立即折返。中间四节为25G型硬座车，共有448个座位（两个车厢为118座，两个车厢为106座）。担当运行任务的机车多为解开双机重联的东风11G型内燃机车（铁路迷俗称“拆猪”），开行时，只有首段机车负责牵引，而尾端机车仅负责供电。偶见使用東風11型内燃機車等其他型号的机车担当。

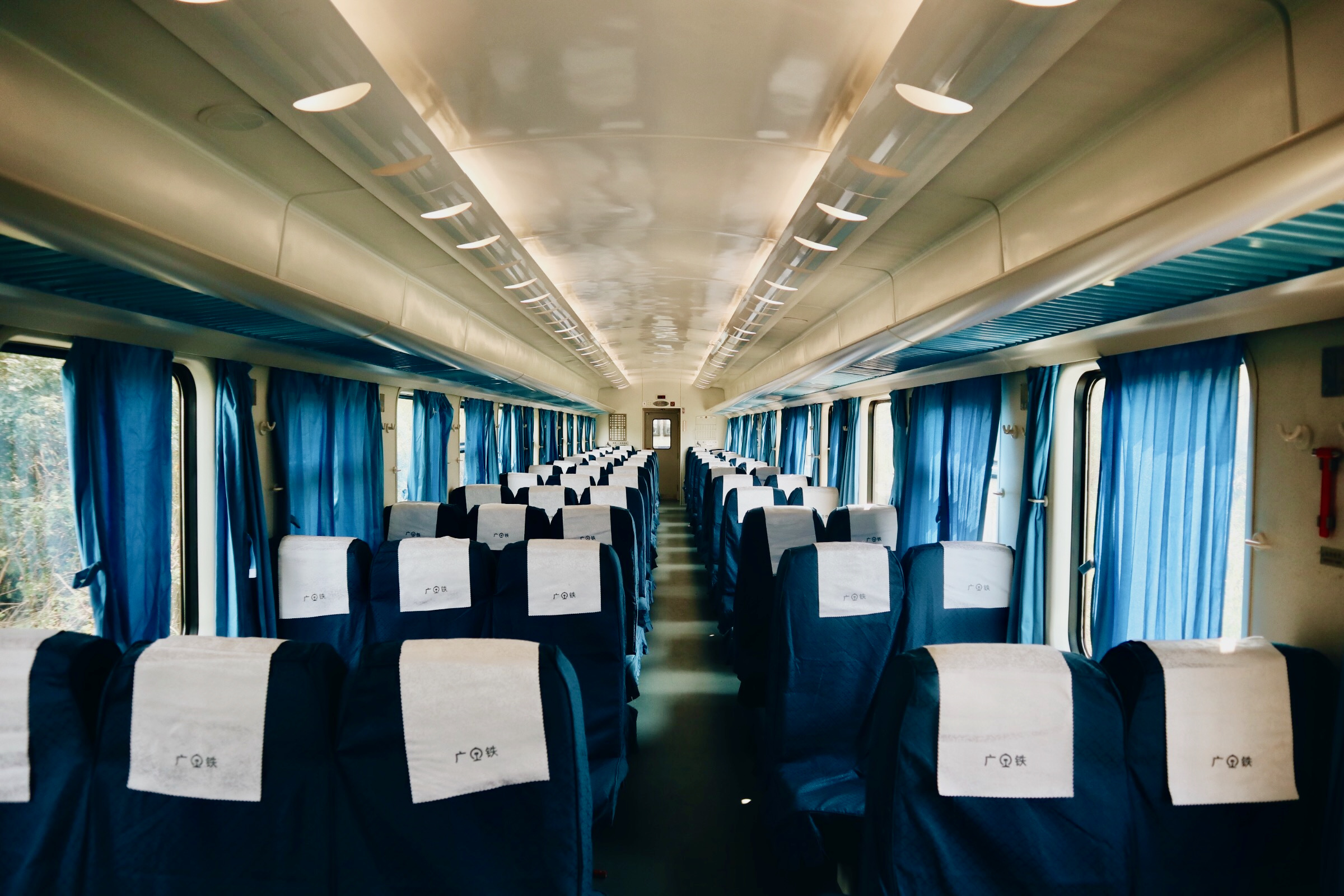
K9136次列车的25G硬座车

| 车厢编号   | 1-4          |
| 车型       | YZ25G 硬座车 |
| 配属，备注 | 广铁广段     |

## 车次

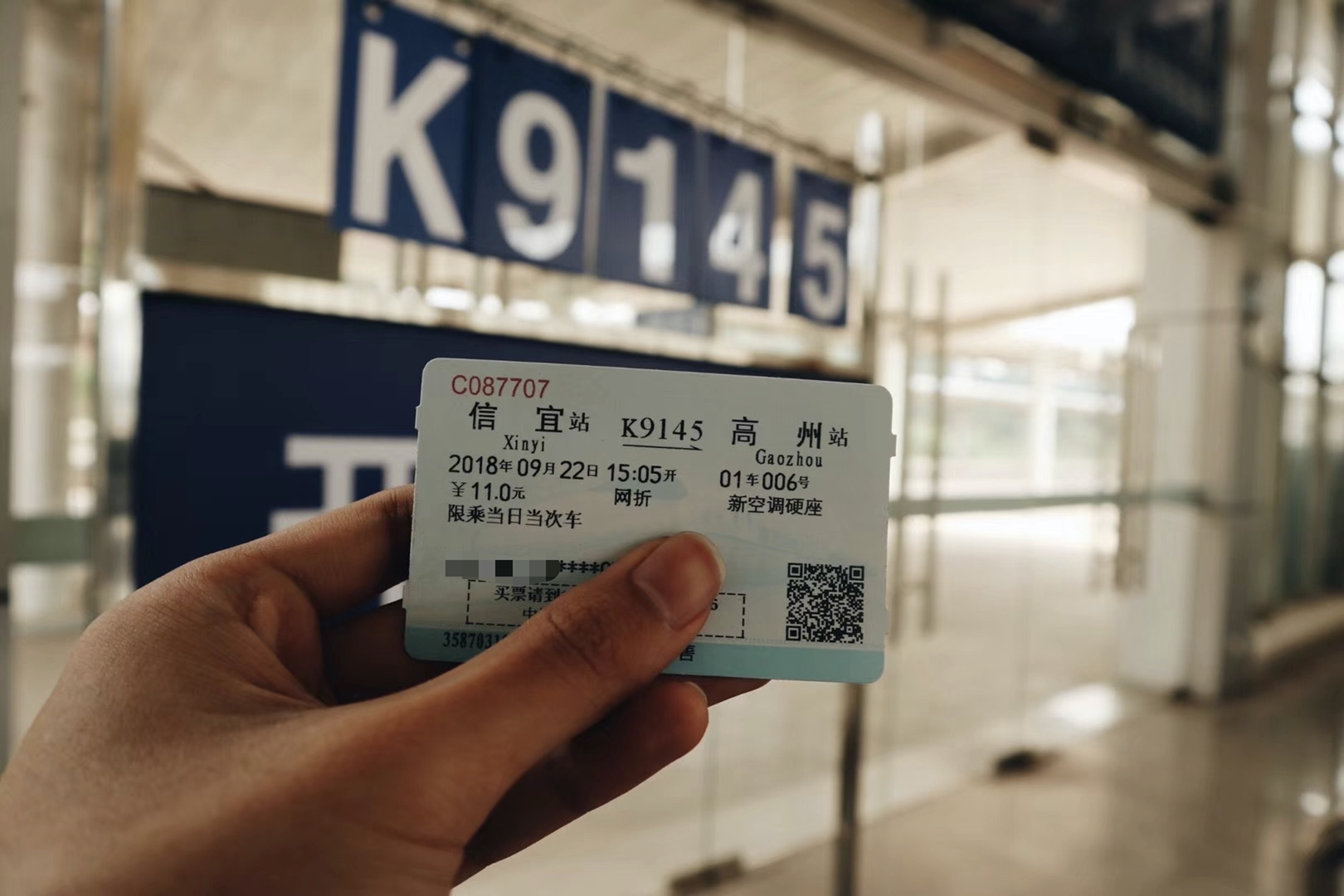
K9145次列车车票，背景是机械式车次信息展示板

开通运营时每日安排12对列车，信宜至茂名的列车车次为 ：K9131/33/35/37/39/41/43/45/47/49/51、K9047/50次。茂名至信宜的列车车次为 K9132/34/36/38/40/42/44/46/48/50/52、K9049/8次。其中部分列车途中经停高州。原有的K9047/50和K9049/8次列车（2023年7月1日起改为T8305/8、T8306/7次列车）继续在信宜至广州间运行，但改用小编组列车套跑。
由于疫情和客流量长期不达预期的影响，2020年调图后车次减少到5对，2021年10月调图后停运。

### 上行列车
| 车次  | 发车时间 | 茂名 | 高州 | 信宜 | 備註 |
| ----- | -------- | ---- | ---- | ---- | ---- |
| K9132 | 08:42    | ●    | ●    | ●    |      |
| K9134 | 11:47    | ●    | ●    | ●    |      |
| K9136 | 15:38    | ●    | ●    | ●    |      |
| K9138 | 18:28    | ●    | ●    | ●    |      |
| K9140 | 19:50    | ●    | ●    | ●    |      |

- ● … 停靠
- － … 不停靠

### 下行列车
| 车次  | 发车时间 | 信宜 | 高州 | 茂名 | 備註 |
| ----- | -------- | ---- | ---- | ---- | ---- |
| K9131 | 07:21    | ●    | ●    | ●    |      |
| K9133 | 10:15    | ●    | ●    | ●    |      |
| K9135 | 14:12    | ●    | ●    | ●    |      |
| K9137 | 17:05    | ●    | ●    | ●    |      |
| K9139 | 19:50    | ●    | ●    | ●    |      |

- ● … 停靠
- － … 不停靠

## 評價
儘管該路線是為茂名市北部信宜、高州兩個人口合共超過三百萬、至今未通高鐵的地區乘客到茂名站轉乘而設，該城際列車自開通以來客流量一直未如預期。据茂名市发展和改革局提供的数据，該列车从2018年8月10日运营至今，由于上座率低，一直处于亏损状态，日均运送旅客僅為650人次，客票收入1.31万元，每天亏损9.79万元，推算整年亏损约3600万元，同时每年增加安检查危、卫生保洁、畅通工程等支出近200万元。三茂铁路股份有限公司表示，地方政府需要对城际铁路进行补亏，否则铁路部门难以承担长时间亏损，将停止运营。
有分析指，高州站、信宜站兩個火車站地處於市郊待開發地區，欠缺人流，交通配套不夠完善，且信宜旅客若到茂名站換乘，列車全程超過一個小時，加上轉車時間及成本，反而不及乘坐大巴車或到臨近城市高鐵站乘車來得方便省時，而往返高州市區至茂名站、票價僅為火車票價三分之一的城際公交G1線也分流了部分高州旅客，使得該城際列車一直處於“叫好不叫座”的狀態。